# Пиншон, Аннэ-Теофил
Аннэ́-Теофи́л Пиншо́н (фр. Annet-Théophile Pinchon, MEP, 6 января 1814, Шар — 26 октября 1891, Чэнду) — католический прелат, епископ, апостольский викарий Северо-Западного Сычуаня с 6 мая 1861 года по 26 октября 1891 год, миссионер, член миссионерской организации «Парижское общество заграничных миссий».

## Биография
21 декабря 1839 года был рукоположён в священники. В 1845 году вступил в миссионерскую организацию «Парижское общество заграничных миссий», после чего его отправили на миссию в Китай.
23 апреля 1859 года Римский папа Пий IX назначил его вспомогательным епископом апостольского викариата Северо-Западного Сычуаня и титулярным епископом Полемониума. 4 сентября 1859 года состоялось рукоположение Аннэ-Теофила Пиншона в епископа, которое совершил апостольский викарий Северо-Западного Сычуаня епископ Жак-Леонард Перошо.
Участвовал в работе Первого Ватиканского собора. 
6 мая 1861 года Римский папа Пий IX назначил Аннэ-Теофила Пиншона апостольским викарием Северо-Западного Сычуаня.
Скончался 26 октября 1891 года в Чэнду.